# La Chaîne brisée
Pour l’article homonyme, voir La Chaîne brisée (film, 1922).
La Chaîne brisée (titre original : The Shattered Chain) est un roman du Cycle de Ténébreuse, écrit par Marion Zimmer Bradley, publié en 1976.